# Бернски зененхунд
Бернският зененхунд (на немски: Berner Sennenhund), в превод бернско планинско куче, е порода кучета, произхождаща от Швейцария. Историята ѝ датира от над 2000 години. Селектирана е в района на днешния град Берн, откъдето идва и нейното име. Днес като туристическа атракция в някои швейцарски градове представители на породата теглят леки каручки, изпъстрени с цветя.

## История
Според изследванията породата е получена от кръстосването на римските молоси с местни овчарски кучета преди около 2000 години. Породата е използвана главно за паша и охраняване на стадата добитък. В миналото тя е наричана „дюрбехлер“ по името на малкия град Дюрбах, където са създадени трицветните екземпляри. Използвани са много през Средновековието, но в началото на 19 век почти изчезват. След това, в началото на 20 век няколко ентусиасти започват да показват представителите на породата по киноложки представления в Берн и през 1907 г. е основан първият клуб за бернски зененхунди, наречен Schweizerische Dürrbach-Klub, който същата година написва първия стандарт на породата. Към 1910 г. са регистрирани 107 представители на породата. През 1949 г. е направен експеримент, включващ кръстосване на бернски зененхунд с нюфаундленд, а през 1990 г. е добавена кръв на лабрадор ретривър, но резултатите все още не са ясни.

## Външен вид
Съществуват четири разновидности на породата. Това са стандартният Бернски Зененхунд, който е единственият с дълга козина. Апенцелер Зененхунд е със завита нагоре опашка. Ентлебух Зененхунд е най-дребният от всички – той достига до 50 сантиметра височина. Гигантският Зененхунд достига до 75 сантиметра височина. Стандартният мъжки Бернски Зененхунд е висок 70 сантиметра и тежи 65 килограма, женските досигат до 66 сантиметра височина и тежат 55 килограма. Главата на Берснки Зененхунд е масивна, муцуната е голяма. Ушите са с триъгълна форма и са клепнали. Шията е мускулеста, гръдният кош е добре развит, крайниците са сравнително дълги и мускулести. Берснки Зененхунд има тяло, покрито с умерено дълга козина, която е оцветена в черно. Червеникаво кафяви петна има на бузите, над очите, на гърдите и на лапите. Върху главата има бяла линия, която се намира между очите и се спуска към бялата муцуна. Бяло петно има и на гърдите на Бернския Зененхунд. Козината му може да е леко вълниста, без да се допуска къдрава козина. Очите на Берснки Зененхунд са тъмни, носът е черен. Лапите обикновено са бели на цвяр. Опашката е дълга, покрита с пухкава козина и е леко извита. Бялата част на гръдния кош понякога е наричана „швейцарски кръст“, защото наподобява швейцарското знаме.

### Поддръжка на външния вид
Въпреки че се наблюдава обилно падане на козината при тези кучета, изискванията за поддръжката ѝ не са много големи. Достатъчно е два пъти на седмица да бъде разресвана, а при по-обилно линеене – по-често.

## Темперамент
По характер бернският зененхунд е предан, мил и общителен, което го прави добър домашен любимец както за хора с опит в отглеждането на кучета, така и за такива без. Интелигентен е и се поддава лесно на дресировка. Кучетата от тази порода са спокойни, уравновесени и чувствителни. Понякога мъжките екземпляри се държат надменно и господстващо, докато женските се привързват към един от членовете на семейството и му се подчиняват. Бернските зененхунди се разбират добре с деца и са щастливи, когато те им обръщат внимание. Въпреки това, те са големи кучета и по невнимание могат да наранят по-малките деца. Отношението на зененхунда към хората е различно според самия екземпляр – някои са много резервирани и стоят настрани, а други са приятелски настроени. Разбират се добре с други домашни любимци и затова са подходящи за такива семейства. По-възрастните представители трудно се адаптират в нов дом. Чувстват се добре в студено време и не обичат жегите.

## Здраве
Кучетата от тази порода живеят между 8 и 10 години, много кратко в сравнение с други породи. Много болести може да засегнат бернските зененхунди – HD, тумори, проблеми с щитовидната жлеза, кожни алергии и др. Възрастните екземпляри трябва да имат OFA и CERF сертификати. Необходимо е да се уверите и че родителите на вашето кученце имат такива сертификати. Като всички големи породи са податливи на подуване на стомаха, което може да бъде животозастрашаващо.